# Hilger de Burgis
Hilger de Burgis OCarm († 1. November 1452 in Lüttich) war Weihbischof in Köln und Lüttich.

## Leben
Er trat in den Karmelitenorden ein, wo er die Profess ablegte, und wurde 1430 Prior in Mainz, 1434 Prior in Straßburg und 1437 Prior zu Köln. Hilger de Burgis promovierte 1442 in Köln zum Doktor der Theologie und war von 1422 bis 1425 sowie von 1446 bis 1446 als Professor an der Kölner Universität tätig. Seit 1440 Pönitentiar und geistlicher Berater des Kölner Erzbischofs Dietrich II. von Moers, bestimmte dieser ihn zum Weihbischof für das Erzbistum Köln.
1436 oder 1437 wurde Hilger de Burgis zum Titularbischof von Budua ernannt und empfing in Köln die Bischofsweihe. Später wechselte er als Weihbischof in das Bistum Lüttich, wo er auch starb.
Er war Autor handschriftlicher Kommentare zu verschiedenen Paulusbriefen.